# كأس ويلز 1971–72
كأس ويلز 1971–72 (بالإنجليزية: 1971–72 Welsh Cup)‏ هو موسم من كأس ويلز. فاز فيه نادي ريكسهام.